# Ferdinandea maculipennis
Ferdinandea maculipennis är en tvåvingeart som beskrevs av Charles Howard Curran 1928. Ferdinandea maculipennis ingår i släktet guldblomflugor, och familjen blomflugor. Inga underarter finns listade i Catalogue of Life.